# مورو لوکانو
مورو لوکانو (به ایتالیایی: Muro Lucano) یک کومونه در ایتالیا است که در استان پوتنزا واقع شده‌است. مورو لوکانو ۱۲۵ کیلومتر مربع مساحت و ۵٬۸۱۲ نفر جمعیت دارد و ۶۰۰ متر بالاتر از سطح دریا واقع شده‌است.

## خواهرخوانده
شهرهای Vietri di Potenza, Contursi Terme, Baragiano, San Fele و کارلسفلد خواهرخوانده‌های مورو لوکانو هستند.